# Thinophilus bimaculatus
Thinophilus bimaculatus är en tvåvingeart som beskrevs av Johnson 1921. Thinophilus bimaculatus ingår i släktet Thinophilus och familjen styltflugor. Inga underarter finns listade i Catalogue of Life.